# Fufu (chien)
Pour les articles homonymes, voir Fufu.
Le maréchal Fufu (thaï : ฟูฟู ; RTGS Fufu, 1997 - 2015) est un caniche, animal familier de Maha Vajiralongkorn, prince héritier de Thaïlande devenu en 2016 le roi Rama X.

## Biographie
D'après le prince, sa fille Sirivannavari Nariratana aurait acheté le chiot âgé d'un mois sur un marché de Bangkok avec d'autres animaux de compagnie.
Il devient célèbre lorsqu'une vidéo d'une fête pour l'anniversaire du chien fuite sur internet en 2007. Montrant la femme du prince à demi nue et donnant à manger du gâteau à Fufu, la vidéo défraie la chronique.
En 2011, Fufu est élevé au rang de major général ou maréchal en chef de la force aérienne royale thaïlandaise.
Le chien meurt en 2015, et sa mort donne lieu à des funérailles officielles suivies de quatre jours de cérémonie bouddhiste,.